# إبراهيم بن عباس الصولي
إبراهيم بن عباس الصولي (176- شعبان 243هـ /792-ديسمبر 857م) يكنى بأبي إسحاق، شاعر وكاتب أصله من خرسان، كان جده محمد من رجال الدولة العباسية ودعاتها، ولد وعاش في العصر العباسي الأوَّل ببغداد.

## سيرته
ولِدَ إبراهيم بن العباس بن محمد بن صول في مدينة بغداد، عاصمة الخلافة العباسيَّة، وكان مولده في سنة 176هـ، وقِيل أنَّه ولِدَ في 167هـ، وينحدر من أصول تركيَّة، فجدُّه صول من أتراك جرجان، وكان حاكماً على المدينة، ثُمَّ أسلم لمَّا فتحها يزيد بن المهلب، فأصبح من كبار الدعاة للدولة العباسيَّة. وإبراهيم بن عباس هو أخو جد أبي بكر الصولي المشهور، وأمُّه هي أخت الشاعر العباس بن الأحنف. نشأ إبراهيم بن عباس في بغداد، وفيها كان مسكنه، وتولَّى في بغداد عدد من المناصب الرفيعة في الدولة، وتوثَّقت صلاته بالخلفاء والأعيان، ودخل في خصومة مع الوزير محمد بن عبد الملك الزيات، بعد أن كانت تربطهما صداقة حميمة. لم يكن إبراهيم جاداً رصيناً، وانشغل إلى اللهو والعبث والمجون، وكان صريحا في شعوبيته. عندما آلت الخلافة إلى المتوكل ولَّاه ديوان النفقات والضياع في سامراء، وظلَّ في منصبه هناك حتى وفاته في منتصف شهر شعبان من عام 243هـ، وقِيل أنَّ وفاته كانت في 247هـ.

## شعره
إبراهيم بن عباس الصولي شاعر مُقِل، ويُمتدح شعره على قِلَّته، فوصفه المسعودي أنَّه «أشعر الشعراء والكُتَّاب»، وهو من الشعراء المُحدِّثين، ولم تكن قصائده طويلة، وفي أغلبها لا تتجاوز العشرة أبيات، وتناول في شعره المديح والهجاء والغزل والحماسة. في العصر الحديث نُشِر ديوانه في عام 1937 بتحقيق عبد العزيز الميمني.